# Salon du golf de Paris
 (mai 2018).
Si vous disposez d'ouvrages ou d'articles de référence ou si vous connaissez des sites web de qualité traitant du thème abordé ici, merci de compléter l'article en donnant les références utiles à sa vérifiabilité et en les liant à la section « Notes et références ».
Le Salon du golf de Paris, appelé Paris Golf Show depuis 2024, est un salon international de golf qui a lieu tous les 2 ans à Paris et en Province dans l'intervalle durant le mois de mars.

## Histoire
Le Salon du Golf a été créé par Marc Assous en 2007 puis acheté 2013 par l'homme d'affaires parisien Paul-Jacques Fitussi. Le 29 juillet 2016, Marc Assous rachète le Salon du Golf.
En 2018, à l'occasion de la Ryder Cup, le salon a également lieu à Lyon.
En Octobre 2018 le salon est repris par la société Versicolor jusqu'en 2023, puis le salon est repris par Marc Assous sous le nom de Paris Golf Show.[réf. souhaitée]